# 可換環論
可換環論（かかんかんろん、英語：commutative algebra、commutative ring theory）は、その乗法が可換であるような環（これを可換環という）に関する理論の体系のこと、およびその研究を行う数学の一分野のことである。

## 成立までのながれ
イデアルの概念がリヒャルト・デーデキントによって1870年代に導入されて、以後 Z の数論の拡張にむけて多大な努力が支払われた。また19世紀後半にダフィット・ヒルベルトは、多項式イデアルが有限生成であることを示し、ラスカー、ジェームズ・マコーレーは、多項式イデアルの準素イデアル分解に関する研究をおこなった。その後、日本の園正造は、可換環論の抽象化に邁進するとともにデデキント環の公理的特徴付けに成功。ドイツにおいてはエミー・ネーターが同値なデデキント環の定義を発見し、以後彼女はネーター環論の中心的役割を担う。

## 発展の歴史
ウォルフガング・クルルは両世界大戦の間にネーター環の次元論、局所化、完備化、正則局所環等の概念を考案、また一般付値環、クルル環の理論を完成させた。同時期に秋月康夫は整閉包が有限加群にならないネーター整域の例を構成。その後クロード・シュヴァレー、オスカー・ザリスキらが、クルルの理論を代数幾何に流用し、コーエンは完備局所環の構造定理を確立。永田雅宜はヒルベルトの14問題の反例、非鎖状なネーター環の例を構成した。

## ホモロジー代数との邂逅
ジャン＝ピエール・セール は、局所環の正則性とその大域次元の有限性の同値性をホモロジー代数を用いて証明。アレクサンドル・グロタンディークは局所コホモロジーの考案や、ゴレンシュタイン環の理論を展開すると共に代数幾何と可換環論を統合。またEGA4章において、形式的ファイバーや優秀環の理論を推し進めた。